# Hipótese da renda permanente
A hipótese de renda permanente (PIH) - (Permanent Income Hypothesis), é uma teoria econômica que tenta descrever como agentes disseminam o consumo ao longo de suas vidas. Desenvolvido por Milton Friedman, supõe que o consumo de uma pessoa em um certo momento é determinado não apenas pela sua renda atual, mas também por sua renda esperada no futuro - o seu "rendimento permanente". Em sua forma mais simples, a hipótese afirma que as alterações no rendimento permanente (em vez de alterações temporárias de renda), são o que impulsionam as alterações nos padrões de consumo de um consumidor. Suas previsões de suavização do consumo, em que as pessoas espalham mudanças transitórias na renda ao longo do tempo, partem da ênfase keynesiana tradicional na propensão marginal ao consumo. Isso teve um efeito profundo no estudo do comportamento do consumidor e fornece uma explicação para algumas das falhas das técnicas de gerenciamento de demanda keynesianas.
A Renda consiste de um componente permanente (previsto e planejado) e de um componente transitório (inesperado). No modelo de hipótese de renda permanente, o principal determinante do consumo é a renda vitalícia de um indivíduo, não sua renda atual. A Renda Permanente é definida como o rendimento médio esperado a longo prazo.
Supondo que os consumidores experimentem uma utilidade marginal decrescente, eles vão querer suavizar o consumo ao longo do tempo, por exemplo, assumir dívidas como estudante e também garantir economia para a aposentadoria. Juntamente com a ideia de renda vitalícia média, o elemento de suavização de consumo da PIH prevê que mudanças transitórias na renda terão apenas um pequeno efeito sobre o consumo. Apenas mudanças mais duradouras na renda terão um grande efeito sobre os gastos.
A renda permanente de um consumidor é determinada por seus ativos; tanto físicos (ações, títulos, propriedade) quanto humanos (educação e experiência). Estes influenciam a capacidade do consumidor de obter renda. O consumidor pode então fazer uma estimativa do rendimento vitalício antecipado. Um trabalhador só economiza se espera que sua renda média de longo prazo, ou seja, sua renda permanente, seja menor do que sua renda atual.

## Origem
O economista americano Milton Friedman, desenvolveu a hipótese de renda permanente (PIH), em seu livro de 1957, A Theory of the Consuption Function (Uma Teoria da Função Consumo). Como a teoria do consumo clássico keynesiano foi incapaz de explicar a constância da taxa de poupança em face do aumento da renda real nos Estados Unidos, surgiram várias novas teorias do comportamento do consumidor. Em seu livro, Friedman postula uma teoria que engloba muitas das hipóteses concorrentes na época como casos especiais e apresenta evidências estatísticas em apoio à sua teoria.

## Considerações teóricas
A Hipótese de renda permanente é a teoria do consumo eventualmente. Em sua teoria, John Maynard Keynes apoiou os formuladores de políticas econômicas por seu argumento enfatizando sua capacidade de ajuste fino macroeconômico. O único problema era que as séries temporais de consumo reais eram muito menos voláteis do que as previsões derivadas da teoria de Keynes. Para Keynes, as despesas de consumo estão vinculadas ao rendimento disponível por um parâmetro chamado propensão marginal ao consumo. No entanto, como a propensão marginal a consumir em si mesma é uma função da renda, também é verdade que aumentos adicionais na renda disponível levam a aumentos decrescentes nos gastos de consumo: em outras palavras, a propensão marginal ao consumo está em relação inversa com a renda real. Deve-se ressaltar que a relação caracterizada pela estabilidade substancial vincula os gastos correntes de consumo à renda disponível atual - e, por essa razão, uma margem considerável é fornecida para a estimulação da demanda agregada, uma vez que uma mudança na renda resulta imediatamente em uma mudança multiplicada na demanda agregada. (esta é a essência do caso keynesiano do efeito multiplicador). O mesmo acontece com as políticas de redução de impostos, é claro. De acordo com a teoria básica de Keynes, os governos são sempre capazes de fazer ajustes finos anticíclicos dos sistemas macroeconômicos por meio do gerenciamento da demanda.
A Hipótese de renda permanente questiona essa habilidade dos governos. No entanto, também é verdade que a teoria da renda permanente está concentrada principalmente nas dinâmicas e relações de longo prazo, enquanto Keynes focou principalmente nas considerações de curto prazo. O surgimento da PIH suscitou sérios debates, e os autores tentaram verificar ou falsear a teoria de Friedman - neste último caso, os argumentos foram direcionados principalmente para ressaltar que a relação entre consumo e renda disponível ainda se segue (mais ou menos) o mecanismo supostamente por Keynes. De acordo com alguns indícios retirados da literatura, a PIH tem a vantagem (entre outras) de poder ajudar-nos a resolver a (alegada) inconsistência entre as flutuações em larga escala do rendimento disponível e a considerável estabilidade das despesas de consumo. Friedman começa a elaborar sua teoria sob a suposição de completa certeza. Nessas condições, uma unidade consumidora conhece precisamente cada soma definida que receberá em cada um dos períodos finitos e conhece antecipadamente os preços ao consumidor mais as taxas de depósito e de empréstimo que prevalecerão em cada período. Em tais circunstâncias, para Friedman, existem apenas dois motivos para uma unidade consumidora gastar mais ou menos em consumo do que sua renda: uma é suavizar seus gastos de consumo através de um período apropriado de empréstimo e empréstimo; e o segundo é para obter ganhos de juros sobre depósitos se a taxa de juros relevante for positiva, ou para se beneficiar de empréstimos se a taxa de juros for negativa. O comportamento concreto de uma unidade consumidora sob a influência conjunta desses fatores depende de seus gostos e preferências.
De acordo com a PIH, a distribuição do consumo em períodos consecutivos é o resultado de um método de otimização pelo qual cada consumidor tenta maximizar sua utilidade. Ao mesmo tempo, qualquer proporção de renda que se dedica ao consumo em cada período, todas essas despesas de consumo são alocadas no decorrer de um processo de otimização - ou seja, unidades consumidoras tentam otimizar não apenas períodos, mas dentro de cada período.
Nós temos um quadro fundamentalmente diferente se as expectativas são racionais (REH). Nessas circunstâncias, não apenas um passado, mas também toda a informação sobre o futuro disponível no momento, é utilizada para formar expectativas sobre a renda permanente. Para rever o nível de gastos de consumo, não é suficiente perceber as mudanças na renda atual, uma vez que, se esta mudança pudesse ser prevista, esperar racionalmente que os agentes construíssem esse desenvolvimento em suas expectativas de antemão. Deve ser mencionado que o consumo segue um caminho de passeio aleatório sob o REH.

## Modelo simples
Considere um consumidor (vida potencialmente infinita) que maximiza sua utilidade vitalícia esperada do consumo de um fluxo de bens {\displaystyle c} entre os períodos {\displaystyle t} e {\displaystyle T}, como determinado por um período de função de utilidade {\displaystyle u(.)}. Em cada período de {\displaystyle t}, ele recebe uma renda {\displaystyle yt}, o que ele pode gastar em um consumo de bom {\displaystyle ct} ou guardar na forma de um ativo {\displaystyle At}, que paga uma constante {\displaystyle r} taxa de juros real no próximo período.
A função utilidade de consumo em períodos futuros é descontada à taxa {\displaystyle \beta \in (0,1)}. Finalmente, deixe {\displaystyle Et} indicar expectativa condicional na informação disponível no período de {\displaystyle t}. Formalmente, o consumidor, o problema é, então,
{\displaystyle {\displaystyle \operatorname {maximize} \limits _{\{c_{k}\}_{k=t}^{T}}\operatorname {E} _{t}\sum _{k=0}^{T-t}\beta ^{k}u(c_{t+k})}}
sujeito a
{\displaystyle A_{t+1}=(1+r)(A_{t}+y_{t}-c_{t}).}
Supondo que a função de utilidade é quadrática, e que {\displaystyle (1+r)\beta =1}, o ideal de consumo de escolha do consumidor é regido pela equação de Euler:
{\displaystyle {\displaystyle c_{t}=\operatorname {E} _{t}[c_{t+1}].}}

Dado um horizonte de tempo finito de comprimento {\displaystyle T-t}, temos um conjunto de {\displaystyle A_{T+1}=0} com o entendimento de que o consumidor gasta toda a sua riqueza até o final do último período. Resolução do consumidor restrição orçamentária para a frente para o último período, podemos determinar que a função de consumo é dada por

| {\displaystyle c_{t}={\frac {r}{(1+r)-(1+r)^{-(T-t)}}}\left[A_{t}+\sum _{k=0}^{T-t}\left({\frac {1}{1+r}}\right)^{k}\operatorname {E} _{t}[y_{t+k}]\right].} | \| \| \| \| \| \| \| \| | (1) |
| |                         |     |
| |                         |     |
Ao longo de um horizonte de tempo infinito, estamos em vez de impor um não-jogo de Ponzi condição, o que impede o consumidor de continuamente tomar empréstimos e rolar sua dívida para períodos futuros, exigindo
{\displaystyle \lim _{t\to \infty }\left({\frac {1}{1+r}}\right)^{t}A_{t}=0.}

Resultantes da função consumo e, em seguida,

| {\displaystyle c_{t}={\frac {r}{1+r}}\left[A_{t}+\sum _{k=0}^{\infty }\left({\frac {1}{1+r}}\right)^{k}\operatorname {E} _{t}[y_{t+k}]\right].} | \| \| \| \| \| \| \| \| | (2) |
| |                         |     |
| |                         |     |
Ambas as expressões (1) e (2) capturam a essência da renda permanente, a hipótese de que a renda atual é determinada por uma combinação de componentes não-humanos riqueza {\displaystyle A_{t}} e o capital humano riqueza {\displaystyle y_{t}}.
A fração do total de riqueza consumida hoje depende, ainda, da taxa de juros {\displaystyle r} e a duração do horizonte de tempo durante o qual o consumidor é a otimização.

## Evidências empíricas
Um teste inicial da Hipótese de Renda Permanente foi relatado por Robert Hall em 1978. Hall observa que se o consumo anterior fosse baseado em todas as informações que os consumidores tinham na época, a renda passada não deveria conter nenhum poder explicativo adicional sobre o consumo atual acima do passado consumo. Esta previsão é suportada pelos dados, que Hall interpreta como suporte para uma versão ligeiramente modificada da hipótese de renda permanente. Hall e Frederic Mishkin (1982) analisam dados de 2.000 domicílios e constatam que o consumo responde muito mais fortemente a movimentos permanentes do que transitórios de renda e que a HIG é compatível com 80% dos domicílios da amostra. Ben Bernanke (1984) conclui que "não há evidência contra a hipótese de renda permanente" ao examinar os dados sobre consumo de automóveis.
Em contraste, Marjorie Flavin (1981) acha que o consumo é muito sensível a choques de renda transitórios, uma rejeição da PIH. Gregory Mankiw e Matthew Shapiro (1985) contestam essas descobertas, argumentando que a especificação do teste de Flavin (que pressupõe que a renda é estacionária) é inclinada a encontrar sensibilidade em excesso.
Mais recentemente, Nicholas Souleles (1999) usa restituições de imposto de renda para testar a PIH. Uma vez que o reembolso depende da receita do ano anterior, é um rendimento previsível e, portanto, não deve alterar o consumo no ano de seu recebimento. A evidência conclui que o consumo realmente responde à restituição de renda, com uma propensão marginal a consumir entre 35% e 60%. Melvin Stephens (2003) conclui que os padrões de consumo dos beneficiários de seguridade social nos Estados Unidos não são bem explicados pela PIH.
Muitas das rejeições da PIH enfatizam a importância das restrições de liquidez . Isso coloca um foco não nas suposições comportamentais da PIH, mas na suposição de que os consumidores podem facilmente emprestar ou emprestar. Esse insight levou a ajustes do modelo PIH mais simples para explicar, por exemplo, as imperfeições do mercado de capitais. Alguns desses ajustes na PIH, como a versão de estoque de reserva de Christopher Carroll (1997), acrescentaram evidências adicionais que apoiam a suavização do consumo.

## Implicações políticas
A PIH ajuda a explicar o fracasso das técnicas transitórias de gerenciamento de demanda keynesianas para atingir suas metas de política. Em uma estrutura keynesiana simples, a propensão marginal ao consumo (CPM) é assumida como constante, e cortes de impostos tão temporários podem ter um grande efeito estimulante sobre a demanda. A estrutura da PIH sugere que um consumidor irá distribuir os ganhos de um corte de impostos temporário ao longo de um longo horizonte, e assim o efeito de estímulo será muito menor. Há evidências que apoiam essa visão, por exemplo, Shapiro e Slemrod (2003).

## Leitura complementar
- Sargent, Thomas J. «The Consumption Function». Macroeconomic Theory. [S.l.: s.n.] ISBN 0-12-619750-4